# Бісау (аеропорт)
Міжнародний аеропорт Бісау-Біссаланка (IATA: OXB, ICAO: GGOW) — єдиний міжнародний аеропорт Гвінеї-Бісау, що обслуговує її столицю — місто Бісау.